# Michael Tritscher
Michael Tritscher (Schladming, 5 novembre 1965) è un ex sciatore alpino austriaco in attività tra la fine degli anni 1980 e il decennio successivo, in slalom speciale si aggiudicò dodici podi in Coppa del Mondo, con tre vittorie, e la medaglia di bronzo ai XVI Giochi olimpici invernali di Albertville 1992.

## Biografia
Originario di Rohrmoos e inizialmente sciatore polivalente, Tritscher si specializzò presto nello slalom speciale e in questa specialità ottenne il suo primo risultato di rilievo in Coppa del Mondo, il 21 marzo 1987 a Sarajevo (11º), e il primo podio, l'11 dicembre 1988 a Madonna di Campiglio (3º). Nella sua unica presenza iridata, Vail 1989, gareggiò però nella combinata (7º); due anni dopo, il 2 marzo 1991 a Lillehammer, ottenne il primo dei suoi tre successi in Coppa del Mondo, in slalom speciale. Nella sua unica partecipazione olimpica, lo slalom speciale dei XVI Giochi olimpici invernali di Albertville 1992, vinse la medaglia di bronzo dietro al norvegese Finn Christian Jagge e all'italiano Alberto Tomba. 
La stagione 1994-1995 fu la sua migliore in Coppa del Mondo: grazie anche a quattro podi (una vittoria) riuscì a classificarsi 14º nella classifica generale e 2º in quella di slalom speciale, a 223 punti da Tomba. Conquistò la terza e ultima vittoria in Coppa del Mondo, nonché ultimo podio, il 19 novembre 1995 a Vail/Beaver Creek; la sua ultima gara in carriera fu lo slalom speciale di Coppa del Mondo disputato sulla Ganslern di Kitzbühel il 25 gennaio 1998, che non concluse; il suo ritiro fu dovuto ai ricorrenti infortuni.

## Palmarès

### Olimpiadi
- 1 medaglia:
  - 1 bronzo (slalom speciale ad Albertville 1992)

### Coppa del Mondo
- Miglior piazzamento in classifica generale: 14º nel 1995
- 12 podi (tutti in slalom speciale):
  - 3 vittorie
  - 5 secondi posti
  - 4 terzi posti

#### Coppa del Mondo - vittorie
| Data             | Località          | Paese       | Specialità |
| ---------------- | ----------------- | ----------- | ---------- |
| 2 marzo 1991     | Lillehammer       | Norvegia    | SL         |
| 19 febbraio 1995 | Furano            | Giappone    | SL         |
| 19 novembre 1995 | Vail/Beaver Creek | Stati Uniti | SL         |

Legenda:

SL = slalom speciale

### Campionati austriaci
- 3 medaglie[2]:
  - 1 oro (slalom speciale nel 1993)
  - 1 argento (slalom speciale nel 1990)
  - 1 bronzo (slalom speciale nel 1987)